# Torba (Vanuatu)
Torba è una provincia di Vanuatu costituita dalle isole Banks e Torres di cui il nome della provincia è un acronimo. Possiede una popolazione di 9 359 abitanti e una superficie di 882 km².  Il capoluogo è Sola.